# Saison 1941-1942 des Canadiens de Montréal
Autres saisons
Saison précédente Saison suivante
La saison 1941-1942 de hockey sur glace est la 33e saison que jouent les Canadiens de Montréal. Ils évoluent alors dans la Ligue nationale de hockey et finissent à la 6e place au classement.

## Saison régulière

### Classement
|                        | V  | D  | N | Pts | BP  | BC  | Pun |
| ---------------------- | -- | -- | - | --- | --- | --- | --- |
| Rangers de New York    | 29 | 17 | 2 | 60  | 177 | 143 | 400 |
| Maple Leafs de Toronto | 27 | 18 | 3 | 57  | 158 | 136 | 341 |
| Bruins de Boston       | 25 | 17 | 6 | 56  | 160 | 118 | 349 |
| Black Hawks de Chicago | 22 | 23 | 3 | 47  | 145 | 155 | 365 |
| Red Wings de Détroit   | 19 | 25 | 4 | 42  | 140 | 147 | 440 |
| Canadiens de Montréal  | 18 | 27 | 3 | 39  | 134 | 173 | 504 |
| Americans de Brooklyn  | 16 | 29 | 3 | 35  | 133 | 175 | 425 |

## Match après match

### Novembre
| No | Date         | Visiteur              | Score | Domicile               | Fiche | Pts |
| -- | ------------ | --------------------- | ----- | ---------------------- | ----- | --- |
| 1  | 1er novembre | Red Wings de Détroit  | 3-2   | Les Canadiens          | 0-1-0 | 0   |
| 2  | 8 novembre   | Blackhawks de Chicago | 2-2   | Les Canadiens          | 0-1-1 | 1   |
| 3  | 13 novembre  | Les Canadiens         | 2-4   | Maple Leafs de Toronto | 0-2-1 | 1   |
| 4  | 15 novembre  | Americans de Brooklyn | 5-2   | Les Canadiens          | 0-3-1 | 1   |
| 5  | 16 novembre  | Les Canadiens         | 2-3   | Americans de Brooklyn  | 0-4-1 | 1   |
| 6  | 21 novembre  | Rangers de New York   | 7-2   | Les Canadiens          | 0-5-1 | 1   |
| 7  | 23 novembre  | Les Canadiens         | 6-4   | Rangers de New York    | 1-5-1 | 3   |
| 8  | 24 novembre  | Bruins de Boston      | 3-1   | Les Canadiens          | 1-6-1 | 3   |
| 9  | 26 novembre  | Les Canadiens         | 2-3   | Bruins de Boston       | 1-7-1 | 3   |

### Décembre
| No | Date        | Visiteur               | Score | Domicile               | Fiche  | Pts |
| -- | ----------- | ---------------------- | ----- | ---------------------- | ------ | --- |
| 10 | 4 décembre  | Les Canadiens          | 2-9   | Blackhawks de Chicago  | 1-8-1  | 3   |
| 11 | 6 décembre  | Les Canadiens          | 1-3   | Maple Leafs de Toronto | 1-9-1  | 3   |
| 12 | 7 décembre  | Les Canadiens          | 2-3   | Red Wings de Détroit   | 1-10-1 | 3   |
| 13 | 11 décembre | Maple Leafs de Toronto | 1-2   | Les Canadiens          | 2-10-1 | 5   |
| 14 | 13 décembre | Americans de Brooklyn  | 2-3   | Les Canadiens          | 3-10-1 | 7   |
| 15 | 14 décembre | Les Canadiens          | 4-2   | Americans de Brooklyn  | 4-10-1 | 9   |
| 16 | 16 décembre | Les Canadiens          | 0-4   | Bruins de Boston       | 4-11-1 | 9   |
| 17 | 20 décembre | Bruins de Boston       | 4-2   | Les Canadiens          | 4-12-1 | 9   |
| 18 | 21 décembre | Les Canadiens          | 3-4   | Rangers de New York    | 4-13-1 | 9   |
| 19 | 27 décembre | Rangers de New York    | 4-2   | Les Canadiens          | 4-14-1 | 9   |
| 20 | 30 décembre | Blackhawks de Chicago  | 3-5   | Les Canadiens          | 5-14-1 | 11  |

### Janvier
| No | Date       | Visiteur               | Score | Domicile               | Fiche  | Pts |
| -- | ---------- | ---------------------- | ----- | ---------------------- | ------ | --- |
| 21 | 3 janvier  | Red Wings de Détroit   | 1-4   | Les Canadiens          | 6-14-1 | 13  |
| 22 | 4 janvier  | Les Canadiens          | 0-10  | Red Wings de Détroit   | 6-15-1 | 13  |
| 23 | 8 janvier  | Les Canadiens          | 1-5   | Blackhawks de Chicago  | 6-16-1 | 13  |
| 24 | 10 janvier | Americans de Brooklyn  | 2-0   | Les Canadiens          | 6-17-1 | 13  |
| 25 | 11 janvier | Les Canadiens          | 2-0   | Americans de Brooklyn  | 7-17-1 | 15  |
| 26 | 15 janvier | Maple Leafs de Toronto | 3-2   | Les Canadiens          | 7-18-1 | 15  |
| 27 | 17 janvier | Rangers de New York    | 2-6   | Les Canadiens          | 8-18-1 | 17  |
| 28 | 18 janvier | Les Canadiens          | 4-5   | Rangers de New York    | 8-19-1 | 17  |
| 29 | 24 janvier | Bruins de Boston       | 2-2   | Les Canadiens          | 8-19-2 | 18  |
| 30 | 25 janvier | Les Canadiens          | 3-7   | Bruins de Boston       | 8-20-2 | 18  |
| 31 | 29 janvier | Les Canadiens          | 3-7   | Maple Leafs de Toronto | 8-21-2 | 18  |

### Février
| No | Date        | Visiteur               | Score | Domicile              | Fiche   | Pts |
| -- | ----------- | ---------------------- | ----- | --------------------- | ------- | --- |
| 32 | 1er février | Les Canadiens          | 3-2   | Rangers de New York   | 9-21-2  | 20  |
| 33 | 5 février   | Blackhawks de Chicago  | 4-3   | Les Canadiens         | 9-22-2  | 20  |
| 34 | 7 février   | Red Wings de Détroit   | 1-3   | Les Canadiens         | 10-22-2 | 22  |
| 35 | 10 février  | Les Canadiens          | 1-8   | Bruins de Boston      | 10-23-2 | 22  |
| 36 | 12 février  | Maple Leafs de Toronto | 6-4   | Les Canadiens         | 10-24-2 | 22  |
| 37 | 14 février  | Rangers de New York    | 3-5   | Les Canadiens         | 10-24-2 | 24  |
| 38 | 15 février  | Les Canadiens          | 0-5   | Red Wings de Détroit  | 11-25-2 | 24  |
| 39 | 17 février  | Les Canadiens          | 2-1   | Rangers de New York   | 12-25-2 | 26  |
| 40 | 21 février  | Blackhawks de Chicago  | 3-5   | Les Canadiens         | 13-25-2 | 28  |
| 41 | 26 février  | Les Canadiens          | 4-5   | Blackhawks de Chicago | 13-26-2 | 28  |
| 42 | 28 février  | Americans de Brooklyn  | 3-8   | Les Canadiens         | 14-26-2 | 30  |

### Mars
| No | Date     | Visiteur               | Score | Domicile               | Fiche   | Pts |
| -- | -------- | ---------------------- | ----- | ---------------------- | ------- | --- |
| 43 | 1er mars | Les Canadiens          | 1-1   | Americans de Brooklyn  | 14-26-3 | 31  |
| 44 | 5 mars   | Les Canadiens          | 5-2   | Maple Leafs de Toronto | 15-26-3 | 33  |
| 45 | 7 mars   | Bruins de Boston       | 3-4   | Les Canadiens          | 16-26-3 | 35  |
| 46 | 14 mars  | Red Wings de Détroit   | 3-4   | Les Canadiens          | 17-26-3 | 37  |
| 47 | 15 mars  | Les Canadiens          | 1-4   | Red Wings de Détroit   | 17-27-3 | 37  |
| 48 | 19 mars  | Maple Leafs de Toronto | 3-7   | Les Canadiens          | 18-27-3 | 39  |